# Краљевина Дамот
Краљевина Дамот или Д’мт (гиз ደዐመተ), била је држава која се налазила на тлу данашње Еритреје и северне Етиопије од 8. до 7. века п. н. е.
Пошто постоји свега неколико историјских записа о Краљевини Дамот, а и врло мало археолошких трагова (до сада) о Дамоту се врло мало зна. Чак није ни јасно је ли Дамот као цивилизација завршио претопивши се у Краљевина Аксум, или је био само једна од мањих држава од којих је настало Краљевина Аксум око почетка нове ере.
Дуго се држало да је главни град ове краљевине била Јеха, међутим данашњи археолози, попут Питера Шмита, мисле да је локалитет Јеха премали да би у њему био главни град. По њему, „Јеха је вероватно била једно од главних верских и ритуалних средишта (велика некропола), али свакако није била главни град.”
Краљевина Дамот је градило врло развијене системе за наводњавање, у земљорадњи су користили плугове, узгајали су просо, и користили су се оружјем и алатима од гвожђа.
Неки савремени историчари као што су Стјуарт Манро-Хеј, Родолфо Фатович, Ајеле Бекерие, Кајина Фелдер, Ефрајим Исак држе цивилизацију Дамот аутохтоном, иако признају велики Сабејски утицај због њихове доминације по Црвеном мору, док други попут Јосипа Мичелса, Анри де Контенсона, Текле-Цадика Мекурија, и Стенлија Бурстина држе Краљевина Д’мт као резултат интеракције између Сабејаца и аутохтоног становништва на том подручју.
Против теза о кључном утицају Сабејаца на Краљевина Д’мт, говоре и најновија лингвистичка истраживања, по којима древни семитски језик којим се говорило у северној Етиопији и Еритреји у античко време — Гиз, нема порекло у Сабејском језику.
У међувремену су прикупљени докази о постојању семитских језика у Етиопији и Еритреји старих 2000. п.н.е. Зато се данас држи да је сабејски утицај на Дамот био ограничен на свега неколико локалитета, а и тамо се губи након неколико деценија (или векова), ти локалитети су можда били трговачке или војне колоније, које су живеле у некој врсти симбиозе или савеза са Краљевинам Дамот или неке од прото-аксумитске државе.
Након пропасти Дамота у 5. веку п. н. е., на тој заравни као следници појавило се пуно мањих краљевина, све док их није све засенило и ујединило Краљевина Аксум.
Аксумите Британија, предак средњовековне и модерне Еритреје и северне Етиопије током првог века, који био у могућности за поновно уједињење подручја.

## Познати владари
Временска листа од четири позната краља Дамот
- В'рн Ḥивт (око 700. п. н. е.) — савременик сабејског мукариба Карибил Ватара I
- Рд'м -наслов мукариб
- Рбх — наслов мукариб
- Лмн — наслов мукариб